# Arbeitsgewohnheiten
Unter Arbeitsgewohnheiten (englisch Work habits) versteht man im pädagogischen und betriebswirtschaftlichen Diskurs insbesondere des englischsprachigen Raumes diejenigen Gewohnheiten eines Menschen, die es ihm erleichtern und ermöglichen, effektiv zu lernen und zu arbeiten.
Im Erziehungsdiskurs des englischsprachigen Raumes gelten gute Arbeitsgewohnheiten heute als charakterliche Kompetenzen, die ‒ neben der sozialen Kompetenz und einem guten Karrieremanagement ‒ grundlegend wichtig für die Erreichung akademischer und beruflicher Ziele sind. Die Arbeitsgewohnheiten bilden damit eine Dimension des Selbstmanagements. Die Übergänge zwischen den Arbeitsgewohnheiten einerseits und dem Sozial- und Kommunikationsverhalten in der Schule und am Arbeitsplatz andererseits sind gelegentlich fließend, etwa im Falle der Pünktlichkeit, die über die soziale Dimension hinaus auch eine Voraussetzung dafür ist, dass kein Unterricht bzw. keine Tätigkeit versäumt wird.
Arbeitsgewohnheiten werden in der Kindheit durch Erziehung erworben. Es gibt jedoch eine Fülle populärwissenschaftlicher Ratgeberliteratur, die Leser mit Tipps versorgt, wie man sich gute Arbeitsgewohnheiten auch im Erwachsenenalter noch zulegen kann.

## Gute Arbeitsgewohnheiten
Als gute Arbeitsgewohnheiten gelten u. a.:
- das auf Qualität ausgerichtete, genaue und vollständige Erledigen von Aufgaben[1]
- das zügige und termingerechte Erledigen von Aufgaben aus eigener Initiative und ohne unmittelbaren äußeren Druck (vs. Aufschieben)[2]
- das freiwillige Sich-Melden für angebotene Extra-Aufgaben[3]
- die Übernahme von Verantwortung für Fehler, die man gemacht hat, und das Lernen aus Kritik (Kritikkompetenz)[4]
- eine Priorisierung von Tätigkeiten von hoher Wichtigkeit, die mit hochkonzentrierter Aufmerksamkeit durchgeführt werden, gegenüber solchen von geringer Wichtigkeit, die eventuell vollständig verzichtbar sind[5]
- Anwesenheit und Pünktlichkeit (vs. Blaumachen und gewohnheitsmäßigem Zuspätkommen)[6]
- ein effizientes Zeitmanagement[1]
- ein hohes Organisationsniveau, das z. B. gute Vorbereitung und das Bereithalten von Arbeitsmaterialien einschließt[1]
- das Ausschalten von potentiellen Störungen und Ablenkungen[5]
- die Berücksichtigung der Arbeitssicherheit[7]